# Allowissadula racemosa
Allowissadula racemosa är en malvaväxtart som först beskrevs av Schlechtendal, och fick sitt nu gällande namn av P.A. Fryxell. Allowissadula racemosa ingår i släktet Allowissadula och familjen malvaväxter. Inga underarter finns listade i Catalogue of Life.